# Aspidistra tubiflora
Aspidistra tubiflora är en sparrisväxtart som beskrevs av Tillich. Aspidistra tubiflora ingår i släktet Aspidistra och familjen sparrisväxter. Inga underarter finns listade i Catalogue of Life.